# 監察院
監察院是中華民國最高監察機關，簡稱監院，為中華民國「五權憲法」制度下的國家最高機關之一，負責行使彈劾權、糾舉權、審計權以及對行政部門提出糾正案，並在1992年修憲前與國民大會及立法院共同行使國會職權。其主要由監察委員構成，共29人，並以其中1人任院長、1人任副院長。由總統提名，經立法院同意任命，任期6年。在監察院之下，設置審計部、國家人權委員會等2個中央二級機關。
依照五權憲法的設計，監察權從立法權中獨立產生，由監察院執行，既監督行政權，又可避免立法權專制；至於監察權的概念，可追溯自中國古代行政監察制度。依《監察法》規定，監察院應依法收受人民書狀，並可因職務之必要，派遣監察委員或專責調查員持身分證明文件，赴各法人團體機關部隊公私團體調查相關檔案、文書紀錄，以發現官員違法或失職之事實，作為監察院對公務員提出彈劾案、糾舉案及糾正案之基礎。各機關負責人或關係人對監察院之調查應予配合，並不得拒絕。《中華民國憲法》並規定，監察院得基於行使職權之需求，向行政院及其所屬機關要求調閱政府頒布之各式行政命令及相關公務文書。

## 學理根據
監察院的創設，源自於孫中山的五權憲法理論。模倣御史台、都察院等古代中國御史諫官制度，由監察權監督行政權，同時避免國會（立法部門）濫用此權，威脅政府、權力過於獨大無法制衡，反而造成政府施政效率降低。所以，五權學說的理論有別於傳統的三權分立，把國會的監察與調查權獨立出來。
監察院在制憲過程中的實際規劃，職權增多，產生方式也發生改變，和孫中山的原初構想已有差距。最初制憲之時，制憲者是參考外國上議院而設計監察權，而非按照孫中山的原初構想設計。修憲後，監察院的性質又發生變化，不再是制憲時設計的民意機關。
監察院的職能，類似其他國家地區的申訴專員或獨立審計機關。而部分國家的議會監察使，與監察院職權類似。這類監察制度的權力行使對象（監察對象）是政府機關和公務員，並非對人民行使，因此是國家權力內部防止腐敗的機制。
在現代民主國家，監察制度的設計，大致可分為國會制與非國會制，國會制中又可分為權力由議會成員來行使，以及由獨立的監察使（例如瑞典的議會監察使、西班牙的護民官）來行使兩種；非國會制度之設計，又可分為行政監察（中華人民共和國的制度）和獨立的監察機關（監察院）兩大類。
瑞典的議會監察使直屬國會而保持獨立運作，瑞典公法學者雅歌奇歐德（Stig Jägerskiöld）認為瑞典的監察制度嚴格說來不符合孟德斯鳩的三權分立模式，而應屬於三權以外的第四權。

## 沿革

### 中國大陸時期
孫中山倡行的「五權憲法」中，主張擷取歐美三權分立制度，與中國御史諫官制度（御史台、都察院）及考試制度（科舉）之優點，於行政、立法、司法三權之外，另增監察、考試兩權。為了避免國會利用監察彈劾權力對行政單位施壓，造成國會專制，於是設立監察權，以弱化立法權，強化行政權。中華民國成立後，當時北洋政府仍照歐美三權分立原則，將彈劾權歸予國會。
1928年北伐完成，國民政府始實行五權分治，同年2月設審計院。1931年2月成立監察院，由于右任擔任第一任監察院長，審計院降為部並改隸監察院，此為國民政府最高監察機關，行使彈劾及審計權。其办事机构有秘书处、参事处、会计处和人事室。下属机构有审计部和在全国设立的几个大区监察行署，例如甘宁青区监察行署為对西北三省各级行政机关及文武职人员进行监察的派出行政机构。1937年對日抗戰後，復行使糾舉及諫議二權。
1946年政協憲草起草時，主要撰寫者張君勱認為五權憲法的監察權及考試權獨立存在，乃是與世界憲法之根本原則相違背。在《中華民國憲法》通過後，張氏曾著書《中華民國民主憲法十講》解釋其撰寫憲法的精神和原則，書中指出他尊重孫中山的憲法理念，但始終認為政府應該對議會負責，五權憲法並非各國通行之例。 而張氏在產生監察委員方法的問題上亦思量良久，最後只好訂為由各省人民選出，選舉方式類似於美國參議院。
1947年12月25日《中華民國憲法》正式施行，依照最初中華民國憲法，監察院近似另一民選議會，與立法院不同的是，立法院是採用直接選舉，而監察院則採用各省市参議會、临时参议会，蒙藏地方議會，及華僑團體選舉的間接選舉。監院除了糾彈以外，還要通過總統提名的司法院院長、副院長、大法官、考試院院長、副院長、考試委員，職權與美国参議院相似。1948年6月5日正式成立行憲後的第一屆監察院，1948年7月27日全國各地监察院各区监察使署改称各區監察委員行署，中華民國政府遷至臺灣後，監察委員行署均裁撤。

#### 監察委員行署
依監察院監察委員行署組織條例，監察院曾劃全國為十七監察區，設監察委員行署，中央政府遷臺後已經裁撤。該組織條例已於2023年5月3日廢除。
其區劃如下：
| 中華民國監察院監察行署管轄區劃 | 中華民國監察院監察行署管轄區劃 | 中華民國監察院監察行署管轄區劃 | 中華民國監察院監察行署管轄區劃           |
| ------------------------------ | ------------------------------ | ------------------------------ | ---------------------------------------- |
|                                |                                |                                |                                          |
|                                | 一                             | 甘寧青區                       | 甘肅省、寧夏省、青海省                   |
|                                | 二                             | 豫魯區                         | 河南省、山東省、青島市                   |
|                                | 三                             | 晉陝綏區                       | 山西省、陝西省、綏遠省、西安市           |
|                                | 四                             | 雲貴區                         | 雲南省、貴州省                           |
|                                | 五                             | 兩廣區                         | 廣東省、廣西省、廣州市                   |
|                                | 六                             | 兩湖區                         | 湖北省、湖南省、漢口市                   |
|                                | 七                             | 皖贛區                         | 安徽省、江西省                           |
|                                | 八                             | 閩臺區                         | 福建省、臺灣省                           |
|                                | 九                             | 蘇浙區                         | 江蘇省、浙江省、南京市、上海市           |
|                                | 十                             | 冀熱察區                       | 河北省、熱河省、察哈爾省、北平市、天津市 |
|                                | 十一                           | 川康區                         | 四川省、西康省、重慶市                   |
|                                | 十二                           | 新疆區                         | 新疆省                                   |
|                                | 十三                           | 遼寧安東遼北區                 | 遼寧省、安東省、遼北省、瀋陽市、大連市   |
|                                | 十四                           | 吉林松江合江區                 | 吉林省、松江省、合江省、哈爾濱市         |
|                                | 十五                           | 嫩江龍江興安區                 | 嫩江省、黑龍江省、興安省                 |
|                                | 十六                           | 西藏區                         | 西藏地方                                 |
|                                | 十七                           | 蒙古區                         | 蒙古地方                                 |

### 臺灣時期

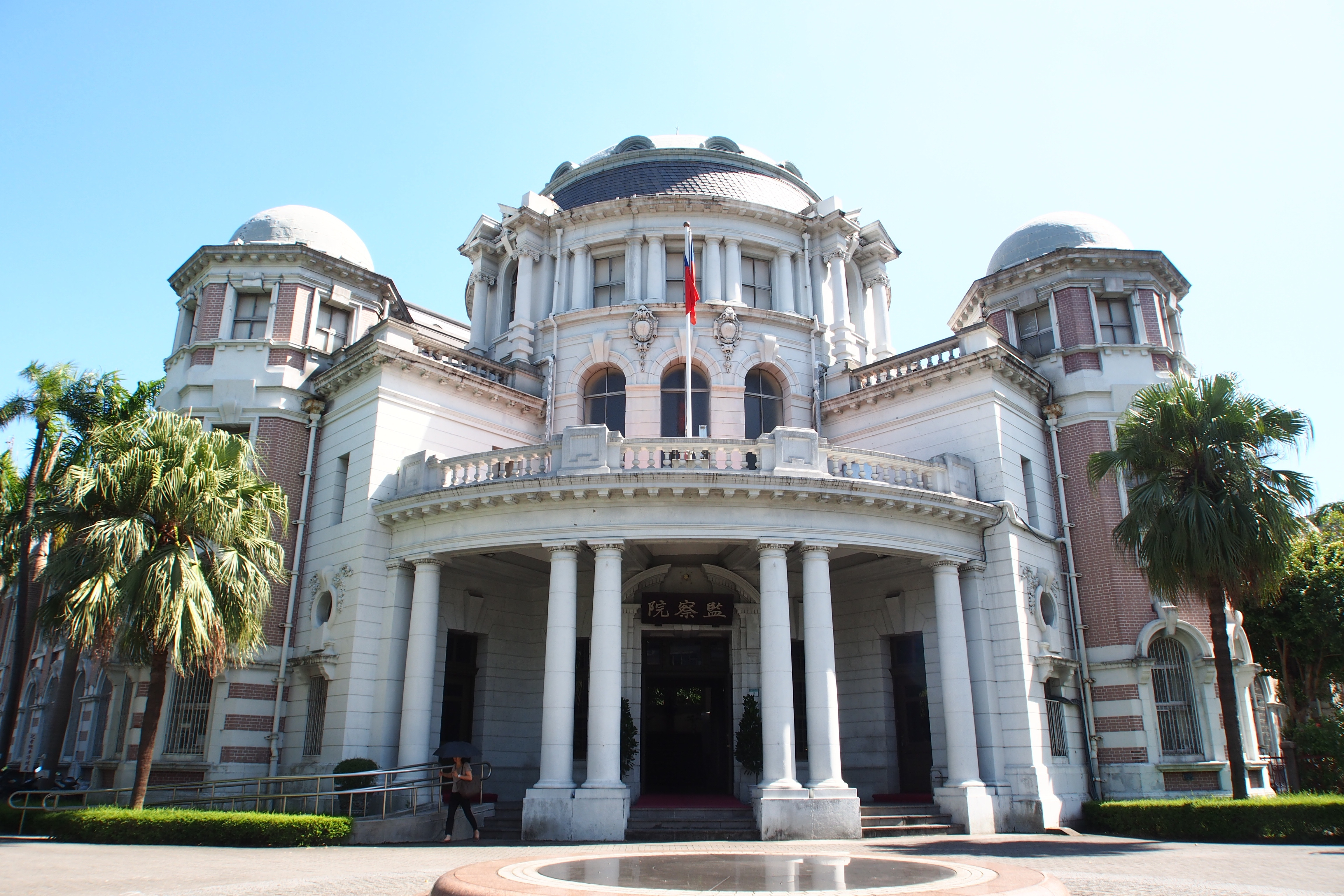
臺北監察院廳舍正門

1949年，監察院隨中華民國政府遷往臺灣。作為國會一部分，監察院基於維持「法統」地位，與國民大會和立法院一樣並無進行改選。
1992年5月，第二屆國民大會通過第2次中華民國憲法增修條文，把當初原為間接選舉機構（各省、市、地方議會與華僑團體選舉之）改為直接由總統提名監察院院長、監察院副院長、監察委員，同意權交由國民大會行使之，並將原屬於監察院的關於司法院、考試院的人事審核權移到國民大會。2000年4月，第三屆國民大會通過中華民國憲法第6次增修條文，因同意權改由立法院行使之，導致位階與立法院相同的考試院與監察院委員與正副院長人事同意權、年度預算，皆須經由立法院審核行使之，導致日後各院人事同意權成為國會各大黨派政爭的問題之一。
2004年底，總統陳水扁提名之監察院正副院長人選與監察委員遭到以中國國民黨為首的泛藍杯葛，於立法院程序委員會凍結而無法排入議事程序，導致監察院正副院長與監察委員處於缺位狀態長達三年半。而監察院因此長期沒有新任委員進駐，連帶導致其職權受到癱瘓。2007年8月15日，大法官會議頒布《釋字第632號解釋》，認定立法院不將此案排入議事程序之作法，是破壞憲政體制的舉動、自為憲法所不許，因此嚴正要求立法院盡快進行適當處理。由於部分被提名者已在行政院擔任行政院部會首長，依照憲法不得兼任監察委員，使該項人事同意案擱置。直到2008年，馬英九接任總統後，重新提名第四屆監察委員，由國民黨多數的立法院於7月4日表決通過；監察委員後於8月1日上任，監察院全面恢復運作。
2014年8月1日，張博雅就任第五屆監察院院長，成為中華民國五院史上首位的女性院長。
2020年1月，《國家人權委員會組織法》完成制訂程序，經立法院審議通過施行。同年8月1日，國家人權委員會於第十屆監察院院長及第六屆監察委員就職典禮同時宣布成立。
2022年5月9日，蔡英文總統提名時任親民黨秘書長李鴻鈞為副院長，5月24日立法院以99票贊成通過任命案；李鴻鈞於2022年5月30日就任至今。
2025年1月，在114年度中央政府總預算案中，監察院的預算被中國國民黨與台灣民眾黨立委大幅刪減，無法正常運作。監察院因而在3月向憲法法庭提出釋憲，5月獲得半數以上大法官同意受理。

### 過去重要彈劾案件
副總統李宗仁案
1952年1月通過彈劾副總統李宗仁，隨後在1954年第一屆國民大會第四次會議通過「罷免李副總統」，理由是李宗仁擔任「代理總統」期間「違法失職」，實際上是政府遷臺後，李宗仁並無隨中華民國政府來臺，而是赴美不歸。
陸軍二級上將孫立人案
1955年，當時由時任副總統陳誠組成「九人小組」調查原陸軍總司令、二級上將孫立人部屬涉及匪諜案及兵變的同時，監察委員陶百川等五人自行發動調查。其結果與總統府方面極為不同，監察院報告認為孫立人一案乃莫須有之罪（但該報告由於過於敏感，事後馬上被列為政府機密，受到封存，於2001年才正式解密）。隨後孫立人由於該九人小組之上報，因此遭國防部下令管束行動，軟禁於臺中市，長達33年之久。
行政院院長俞鴻鈞案
1957年監察院因軍公教待遇問題通過糾正行政院，但行政院逾期答覆後，監察院又決議約詢行政院院長，但遭到時任院長俞鴻鈞拒絕。監察院於是通過彈劾，將俞鴻鈞送司法院公務員懲戒委員會議處。司法院公懲會最後也議決記俞鴻鈞申誡一次。此一懲處雖屬輕微，但對行政院聲望打擊甚大，俞鴻鈞隨後宣布辭職，由副總統陳誠兼任行政院院長。總統蔣中正對於監察院此舉頗為不滿，曾威脅開除彈劾提案的10名國民黨籍監委，也引起學界爭論，但當時社會民意普遍認為，行政院院長無權拒絕監察院約詢。不過另有看法認為，當時國民黨內存在的派系CC派是此彈劾案之幕後主使。
桃園縣縣長許信良案
1979年，監察院引用公務員服務法第1條規定「公務員應遵守誓言，忠心努力，依法律命令所定，執行其職務」，彈劾桃園縣縣長許信良。這個條文是訓政時期特別權力關係產物。公務員懲戒委員會以許信良「違背其誓言，又不盡忠職守，其違背公務員服務法第一條及宣示條例，亦甚明顯」，處休職二年。
國科會副主委謝清志案
在法院宣判國科會副主委謝清志無罪後兩年，2014年5月27日，監察院再度引用公務員服務法第一條彈劾謝清志。
臺南市市長賴清德案
2015年，監察院再度引用公務員服務法第一條彈劾前臺南市市長賴清德。陳菊對此彈劾案表示，「這令她想起橋頭事件後，威權政府用相同的手段，政治整肅當時的民選首長許信良，嚴重傷害民主價值，毫無正當性可言」。公務員懲戒委員會至2015年判決仍稱公務員服務法第1條為「自有特別權力關係以來，公務員服務法之帝王條款」，以此懲戒前臺南市市長賴清德。

## 組織

### 正副院長及監察委員

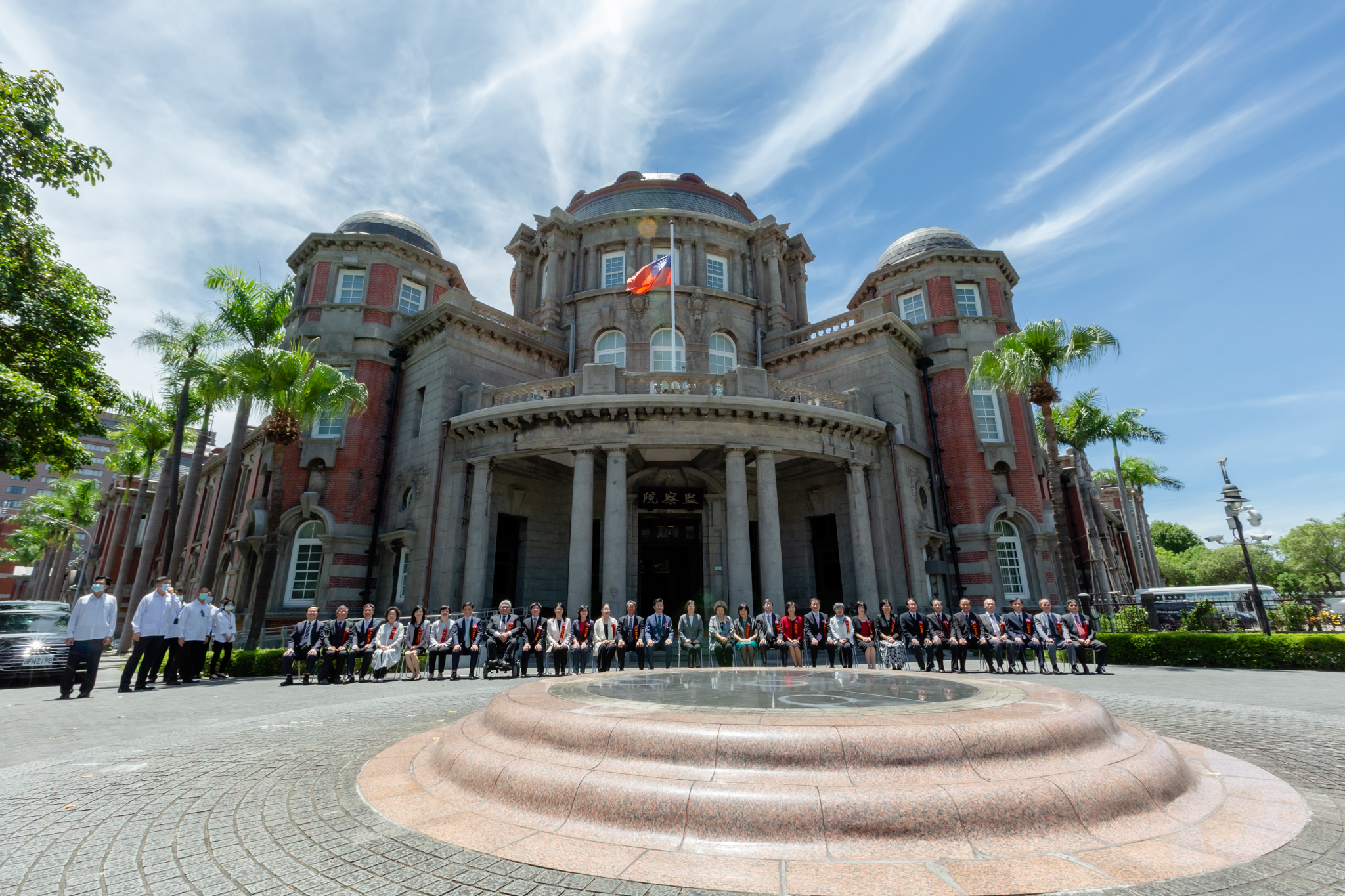
時任總統蔡英文出席國家人權委員會揭牌典禮，與監察院院長陳菊及第六屆監察委員於監察院正門合影

行憲後的監察委員依《監察院監察委員選舉罷免法》規定，由各省議會、院轄市議會、蒙古地方議會、西藏地方議會及華僑團體，依《中華民國憲法》第九十一條規定之名額，分別選舉之。實際名額每省5人，院轄市2人，蒙古西藏華僑均各8人；每省監察委員名額中，婦女當選名額定為一名，與當時的立法院及國民大會同為中央民意代表機構。但經過多次的憲法增修後，現在的監察院的院長、副院長、監察委員改為由總統提名，由立法院行使同意權，監察委員名額改成29人，並將原屬於監察院的關於司法院、考試院的人事審核權移到立法院，而監察院從此之後不再是民意代表機構。
現任第六屆監察院院長及監察委員任期由2020年8月1日起，至2026年7月31日止。現任院長陳菊、副院長李鴻鈞。
| 監察院院長 | 監察院副院長 |
| --- | --- |
| 陳菊（兼任國家人權委員會主任委員）                                                                                             | 李鴻鈞 |
| 監察委員 | |
| 兼任國家人權委員會委員 | 專任委員 |
| 紀惠容（女）、王榮璋（男）、葉大華（女）、 鴻義章（男）、王幼玲（女）、高涌誠（男）、 田秋堇（女）、蕭自佑（男）、張菊芳（女） | 趙永清（男）、蔡崇義（男）、林盛豐（男）、 王美玉（女）、陳景峻（男）、蘇麗瓊（女）、 賴振昌（男）、林郁容（男）、葉宜津（女）、 范巽綠（女）、林文程（男）、郭文東（男）、 賴鼎銘（男）、浦忠成（男）、王麗珍（女）、施錦芳（女） |

### 任職資格
依《監察院組織法》第三條之一規定，監察院監察委員，須年滿三十五歲，並具有下列資格之一：
1. 曾任立法委員一任以上或直轄市議員二任以上，聲譽卓著者。
2. 任本俸十二級以上之法官、檢察官十年以上，並曾任高等法院、高等行政法院以上法官或高等檢察署以上檢察官，成績優異者。
3. 曾任簡任職公務員十年以上，成績優異者。
4. 曾任大學教授十年以上，聲譽卓著者。
5. 國內專門職業及技術人員高等考試及格，執行業務十五年以上，聲譽卓著者。
6. 清廉正直，富有政治經驗或主持新聞文化事業，聲譽卓著者。
7. 對人權議題及保護有專門研究或貢獻，聲譽卓著者；或具與促進及保障人權有關之公民團體實務經驗，著有聲望者。

具前項第七款資格之委員，應為七人，不得從缺，並應具多元性，由不同族群、專業領域等代表出任，且任一性別比例不得低於三分之一，提名前並應公開徵求公民團體推薦人選。第一項所稱之服務或執業年限，均計算至次屆監察委員就職前一日止。

### 委員會
依《監察院各委員會組織法》第二條規定，監察院設置7個常設委員會、4個特種委員會、及若干其他委員會。除諮詢委員會外，其他委員會之委員均由監察委員擔任。依《監察院組織法》第三條規定，監察院設置國家人權委員會，主委由院長兼任，於2020年8月1日成立。
| 常設委員會 | 特種委員會                                                      | 其他委員會                        |
| --- | --------------------------------------------------------------- | --------------------------------- |
| - 內政及族群委員會 - 外交及國防委員會 - 社會福利及衛生環境委員會 - 財政及經濟委員會 - 教育及文化委員會 - 交通及採購委員會 - 司法及獄政委員會 | - 法規研究委員會 - 諮詢委員會 - 監察委員紀律委員會 - 廉政委員會 | - 訴願審議委員會 - 國家人權委員會 |

### 行政單位
| 院本部                                                                                          | 任務編組                                           |
| ----------------------------------------------------------------------------------------------- | -------------------------------------------------- |
| - 監察業務處 - 監察調查處 - 公職人員財產申報處 - 秘書處 - 綜合業務處 - 人事室 - 會計室 - 政風室 | - 國際事務小組 - 預算規劃與執行小組 - 性別平等小組 |

### 所屬二級機關
審計部：隸屬於監察院的部會單位，負責審核全國各機關之財務與總決算；其最高首長審計長任期六年，要經由總統提名，而受立法院同意任命。
國家人權委員會：隸屬於監察院的部會單位，負責調查行使侵害人權或歧視事件，院長是當然主任委員，而部分委員要經由總統提名，而受立法院同意任命。

## 歷屆監察院
1948年第一屆監察委員選出後隔年，中華民國政府因內戰失敗已失去對中国大陆的控制權，从而导致原選區（除臺灣、金門、馬祖與大陳）無法辦理選舉而全體無限期延任，監察院、立法院及國民大會曾被譏為「萬年國會」。
| 屆別   | 法定任期              | 實際任期                     | 監察委員產生方式                 | 名額 | 附註                                                                                                   |
| ------ | --------------------- | ---------------------------- | -------------------------------- | ---- | --- |
| 第一屆 | 原為6年，後改為無限制 | 1948年6月4日－1991年12月31日 | 1947年－1948年選舉               | 178  | 在中国大陆舉行的唯一一次選舉。該次臺灣省亦選出5名監察委員。政府遷台後來臺報到者104名，至1991年底退職。 |
| 第一屆 | 原為6年，後改為無限制 | 1948年6月4日－1991年12月31日 | 1969年增額選舉                   | 2    | 僅在臺北市舉行。選出之監察委員與1947年－1948年選出之任期同步。                                         |
| 第一屆 | 原為6年，後改為無限制 | 1948年6月4日－1991年12月31日 | 1973年第一次增額選舉             | 15   | 臺灣任期制增額監察委員，任期6年，受國際情勢影響延為8年。                                               |
| 第一屆 | 原為6年，後改為無限制 | 1948年6月4日－1991年12月31日 | 1980年第二次增額選舉             | 32   | 臺灣任期制增額監察委員，任期6年。                                                                      |
| 第一屆 | 原為6年，後改為無限制 | 1948年6月4日－1991年12月31日 | 1987年第三次增額選舉             | 32   | 臺灣任期制增額監察委員，任期6年至1992年底。                                                            |
| 第二屆 | 6年                   | 1993年2月1日－1999年1月31日  | 由總統提名，經國民大會同意後任命 | 29   | 改為非議會機關，監察委員選舉停辦。                                                                     |
| 第三屆 | 6年                   | 1999年2月1日－2005年1月31日  | 由總統提名，經國民大會同意後任命 | 29   | |
| 第四屆 | 6年                   | 2008年8月1日－2014年7月31日  | 由總統提名， 經立法院同意後任命  | 29   | 第三屆任滿後因立法院拒絕審查人事案而出現空缺期。                                                       |
| 第五屆 | 6年                   | 2014年8月1日－2020年7月31日  | 由總統提名， 經立法院同意後任命  | 29   | |
| 第六屆 | 6年                   | 2020年8月1日－現任           | 由總統提名， 經立法院同意後任命  | 29   | |

歷屆監察院任期

## 辦公廳舍

### 大陆時期

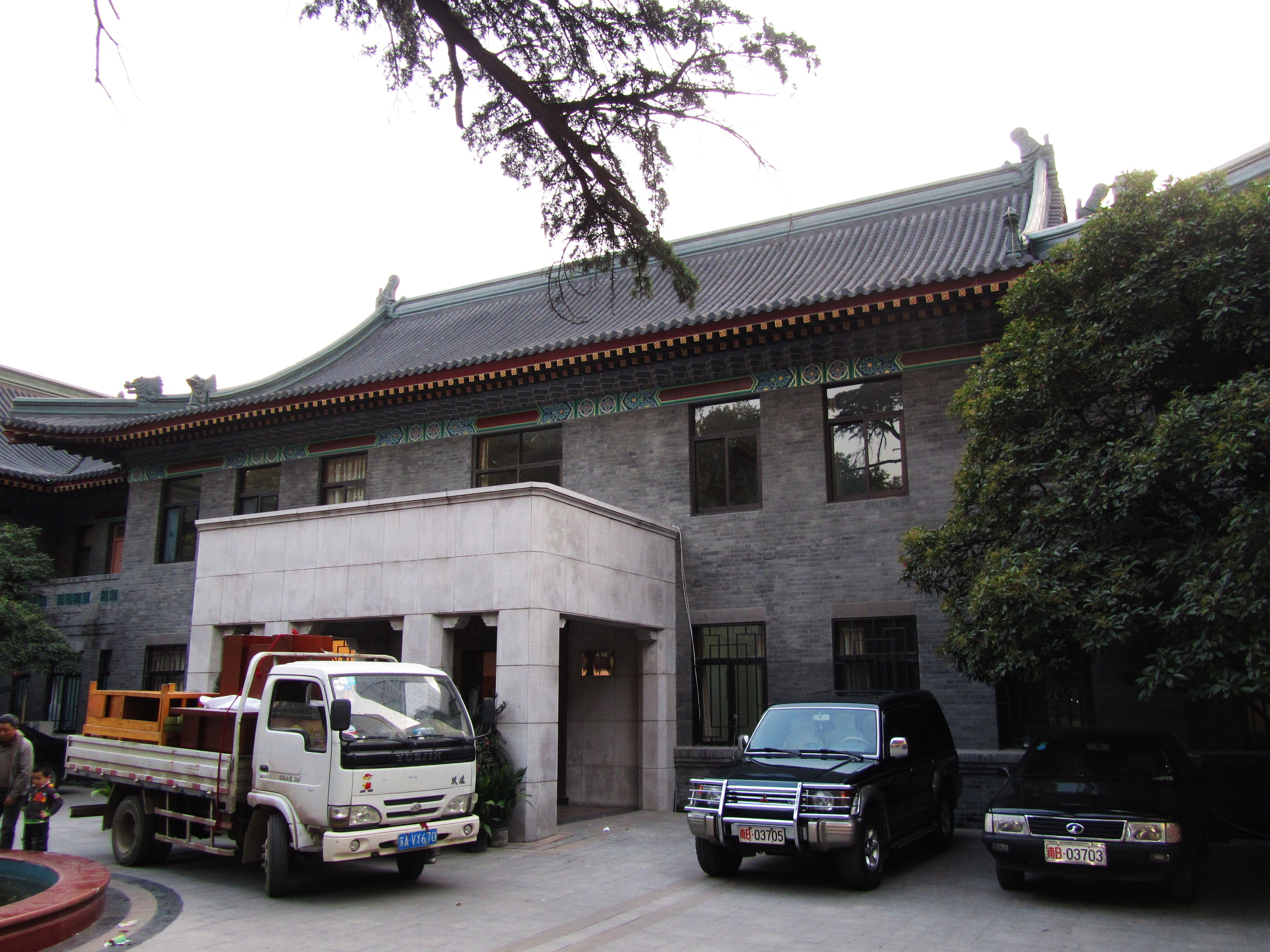
位於南京市的監察院舊址

大陆時期监察院的办公地点最初是在南京复成桥东、公园路旁一座坐东朝西的老式平房内，北临南京第一公园，南接绿柳倒映的明御河，大门门额上书有蓝色的“监察院”三个大字，整个监察院显得清静安宁。监察院在抗战期间西迁重慶。1946年，国民政府还都南京之后，监察院迁到南京市中山北路261号（现105号），与立法院合署办公。

### 臺灣時期

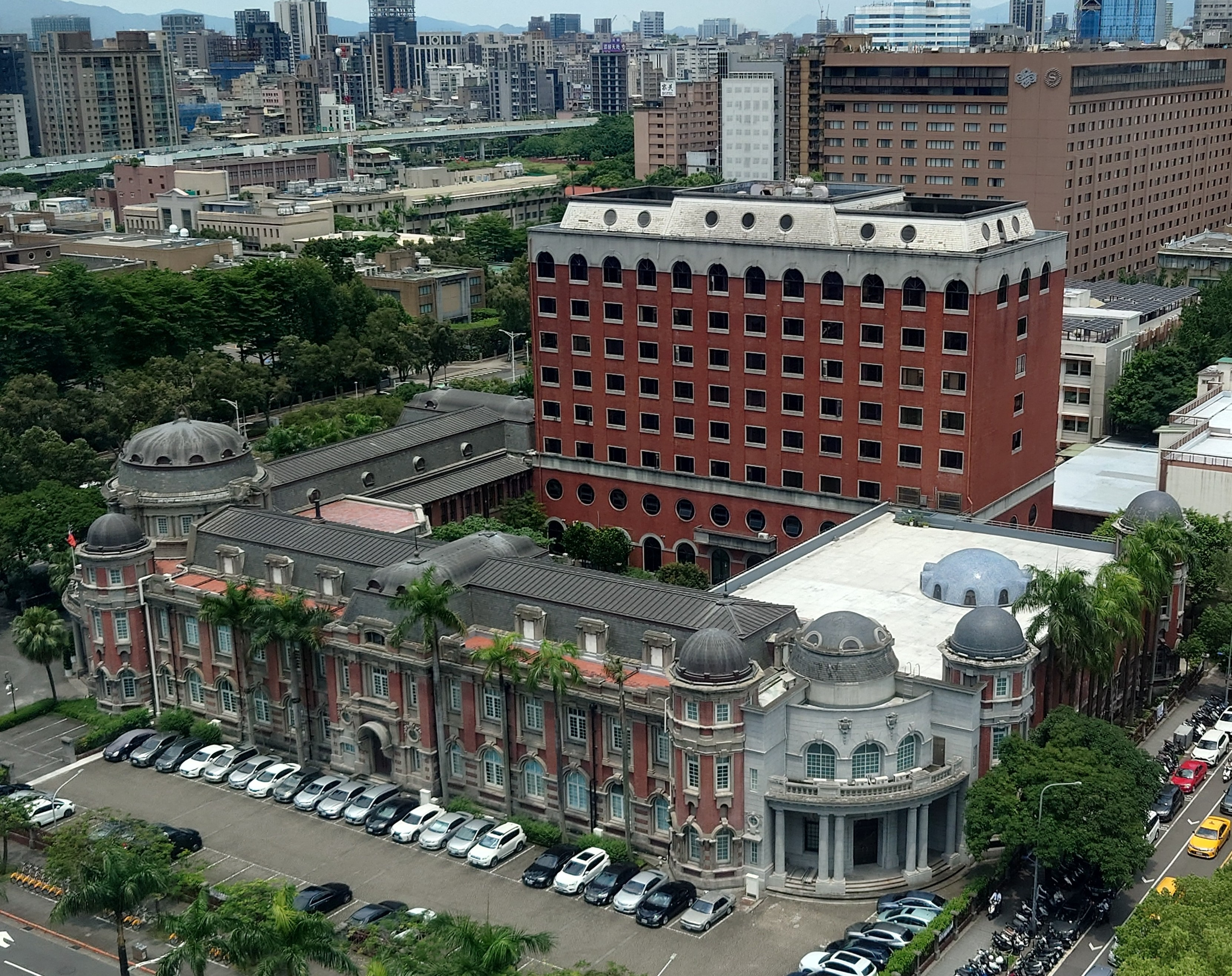
位於臺北市忠孝東路、中山南路口的監察院辦公廳舍

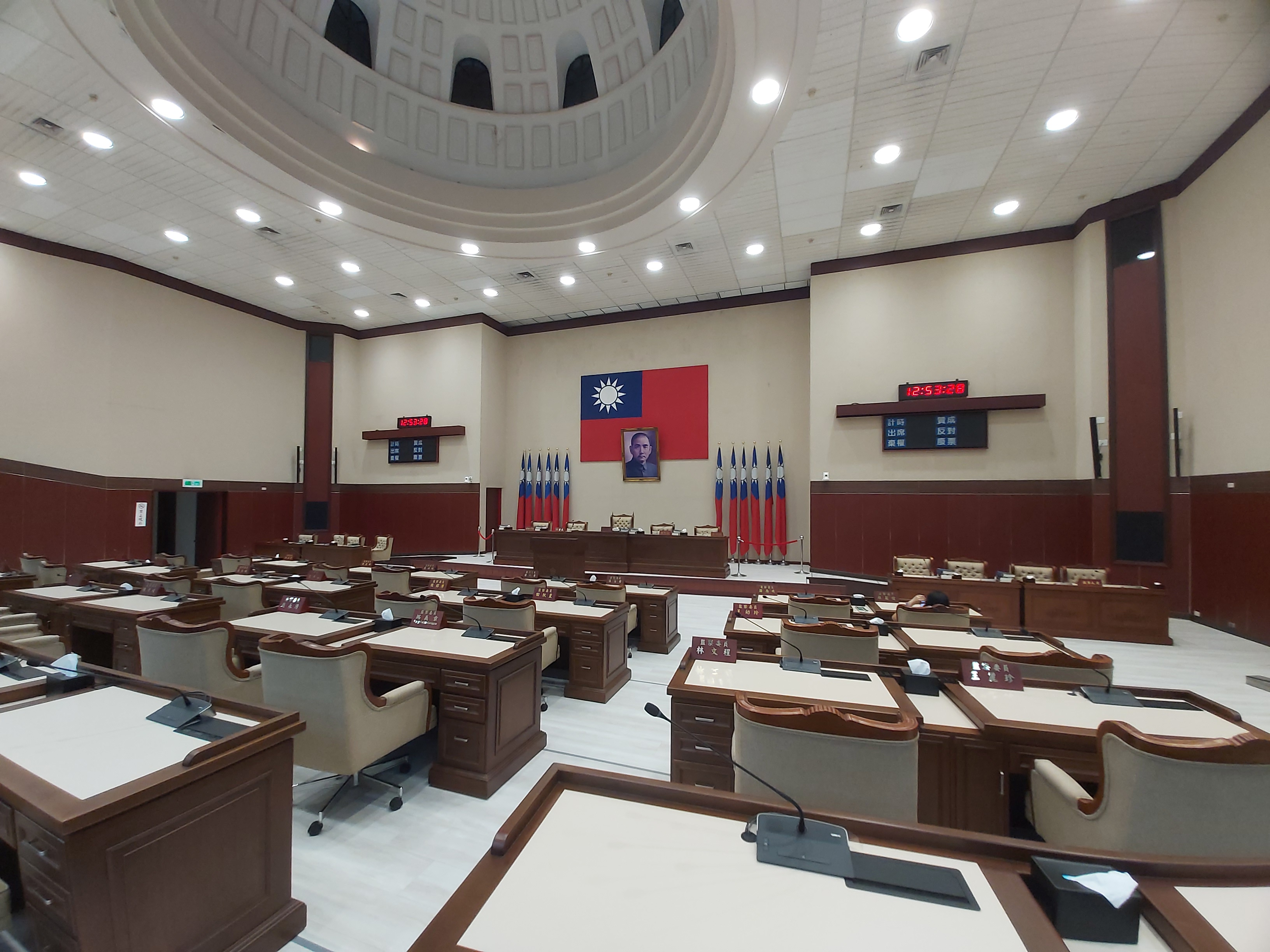
監察院議事廳

監察院目前的辦公廳舍位於臺北市中正區，位處忠孝東路與中山南路交叉口東南角，北鄰行政院及南鄰立法院。該建物原為日治時期的臺北州廳，由森山松之助設計，於1915年興建完成。臺灣進入中華民國時期之後，該建物曾為臺灣省政府交通處、建設廳、教育廳與主計處辦公處，省府南遷後改為監察院院址。1998年7月30日被內政部指定為國定古蹟，於每星期五上午09時至12時、下午02時至05時（當地時間）開放一般民眾參觀。

## 存廢爭議
民主進步黨主張修憲廢除考試院及監察院。2016年10月11日晚間的政策協調會上，總統蔡英文決定要補提11名監察委員，並且由副總統陳建仁擔任審薦小組召集人，儘管綠營內部有不少聲音，認為不須做出提名，直接讓監委懸缺，監察院就會瓦解，但總統府方面強調，在修憲程序完成之前，還是必須要依照憲法完成提名，讓監察院能夠維持正常運作。
2017年3月2日，總統府發言人黃重諺說：「廢除監察院是我們的一貫修憲主張，這個立場並沒有改變」；但前民進黨立法委員林濁水說，總統兼民進黨主席蔡英文強調修憲的主張及立場沒有改變，他深不以為然，「只要蔡主席繼續當總統，監察院一直運作下去，『不會廢』這立場也沒有改變」。
2025年6月13日，台灣民眾黨立法院黨團總召黃國昌表示，修憲廢除監察院連署達標，將向院會提出修憲案。惟修憲難度較高，立委羅智強認為可朝「廢院不廢權」或「回歸民選」的方案改革。目前立法院司法及法制委員會就監察院人事資格部分，已排案審議限縮下一屆監察委員資格。

## 外部連結
- （繁體中文）（英文）監察院 （页面存档备份，存于）

| 中華民國中央政府機關                                                         | 中華民國中央政府機關                                                      | 中華民國中央政府機關                                                                                        |
| ---------------------------------------------------------------------------- | ------------------------------------------------------------------------- | --- |
| 空缺上一位持有相同頭銜者： 中華民國國會（第一届复会） 制憲國民大會（1946年） | 中華民國國會 （國民大會、立法院以及監察院） 1947年12月25日－1992年1月31日 | 繼任： 國民大會、立法院                                                                                     |
| 中国国家机构                                                                 |                                                                           | |
| 前任： 國民政府                                                              | 中国大陆最高国家监察机关 1947年12月25日－1949年9月21日                    | 繼任： 政务院人民监察委员会 （現為中华人民共和国国家监察委员会） （与中国共产党中央纪律检查委员会合署办公） |